# Executive Action
Executive Action is een Amerikaans misdaaddrama uit 1973 dat geregisseerd werd door David Miller. In de film, die gebruik maakt van echte beelden, wordt op een documentaire-achtige manier een fictieve samenzwering getoond die leidt tot de moord op de Amerikaanse president John F. Kennedy. De hoofdrollen worden vertolkt door Burt Lancaster en Robert Ryan.

## Verhaal
In juni 1963 bespreken enkele machtige industriëlen, politici en inlichtingenmedewerkers hun afkeer van de regering-Kennedy. Robert Foster probeert vervolgens oliemagnaat Harold Ferguson ertoe over te halen hun plan om president John F. Kennedy te vermoorden te financieren. Ferguson is niet meteen overtuigd, ondanks de uitleg van James Farrington, een deskundige op het gebied van black ops, die meent dat zo'n moordaanslag zorgvuldig en met succes uitgevoerd kan worden.
In de veronderstelling dat Ferguson uiteindelijk akkoord zal gaan met hun plannen treffen Foster en Farrington al enkele voorbereidingen. Wanneer Ferguson vervolgens via de televisie verneemt dat Kennedy de Amerikaanse troepen wil laten terugtrekken uit de Vietnamoorlog gaat hij akkoord met het plan de president uit de weg te ruimen.
Het plan van Foster en Farrington wordt in Dallas met succes uitgevoerd. Om zondebok Lee Harvey Oswald uit de weg te ruimen, schakelt Foster nachtclubeigenaar Jack Ruby in. Terwijl de echte moordenaars Dallas verlaten, proberen de samenzweerders sporen uit te wissen en in te schatten wat de moord teweeg zal brengen. Wanneer niet veel later Farrington aan een hartaanval overlijdt, is ook de link tussen de samenzweerders en de uitvoerders verdwenen.
De film eindigt met de boodschap dat in de drie jaar na de moord 16 getuigen op onnatuurlijke wijze om het leven zijn gekomen. De kans dat zoiets gebeurt, werd door een onderzoek van de Britse krant The Sunday Times geschat op 1 op 100.000 triljoen.

## Rolverdeling
| Acteur         | Personage        |
| -------------- | ---------------- |
| Burt Lancaster | James Farrington |
| Robert Ryan    | Robert Foster    |
| Will Geer      | Harold Ferguson  |
| John Anderson  | Halliday         |
| Ed Lauter      | Operations Chief |
| Lloyd Gough    | Charlie McCadden |
| James MacColl  | Oswald Imposter  |
| Oscar Oncidi   | Jack Ruby        |
| Richard Bull   | Gunman - Team A  |

## Productie

### Achtergrond
Op 22 november 1963 werd de Amerikaanse president John F. Kennedy doodgeschoten. Lee Harvey Oswald werd verdacht van de moord en gearresteerd, waarna hij zelf werd doodgeschoten door nachtclubeigenaar Jack Ruby. De Warren Commission onderzocht de moord op Kennedy en concludeerde in 1964 dat Oswald alleen had gehandeld. Desondanks doken er in de daaropvolgende jaren verschillende theorieën op die stelden dat Oswald deel uitmaakte van een grote samenzwering en/of als zondebok werd gebruikt.

### Ontwikkeling
Acteur Donald Sutherland, die in de jaren 1960 een reputatie als politiek activist had opgebouwd, was reeds in 1970 van plan om samen met Jane Fonda een samenzweringsfilm over de moord op John F. Kennedy te maken. Sutherland, die van plan was om de film zelf te produceren en de hoofdrol te vertolken, schakelde advocaat Mark Lane en toneelschrijver Donald Freed in om het scenario te schrijven. Lane was in die periode vooral bekend als de schrijver van Rush to Judgment (1966), een controversieel boek waarin de Warren Commission werd bekritiseerd en geconcludeerd werd dat er een samenzwering was om de president te vermoorden.
Het oorspronkelijke scenario van Lane en Freed kreeg de ondertitel Conspiracy In America, waarbij de eerste letter van elk woord in het rood gedrukt werd om zo de afkorting "CIA" te spellen. In deze versie van het scenario had de Central Intelligence Agency (CIA) dan ook een belangrijk aandeel in de moord op Kennedy.
Sutherland slaagde er niet in om een budget rond te krijgen, waarna producer Edward Lewis het project overnam en scenarist Dalton Trumbo, met wie hij eerder had samengewerkt aan onder meer Spartacus (1960), in dienst nam om het scenario te herschrijven. In Trumbo's versie had de CIA niet langer een belangrijk aandeel in de samenzwering. Omdat ze niet tevreden waren met de veranderingen die Trumbo had doorgevoerd, publiceerden Lane en Freed in november 1973 hun versie van het verhaal in het boek Executive Action: Assassination Of A Head Of State. David Miller, die met Lewis en Trumbo de western Lonely Are the Brave (1962) had verfilmd, werd aangenomen als regisseur. Het project werd grotendeels gefinancierd door Herbert Magidson, die bekendstond als een anti-oorlogsactivist. De film zou uiteindelijk gemaakt worden met een budget van zo'n 500.000 dollar.

### Casting
Burt Lancaster werd gecast als James Farrington. De acteur besloot pas mee te werken nadat hij de rapporten van de Warren Commission had doorgenomen en overtuigd geraakte dat er sprake was van een samenzwering. Voor Robert Ryan, die aan longkanker leed, werd het zijn laatste filmproductie.
Acteurs Will Geer en Lloyd Gough, die in de film respectievelijk Paulitz en Charlie McCadden vertolken, stonden in de jaren 1950 net als scenarist Dalton Trumbo op de zwarte lijst van Hollywood.
Voor Lee Harvey Oswald en Jack Ruby kozen de makers voor de niet-professionele acteurs James MacColl en Oscar Oncidi, die erg leken op de echte Oswald en Ruby.

### Opnamen
De opnamen werden georganiseerd in mei en juni 1973 en vonden hoofdzakelijk plaats in Los Angeles. Er werd gefilmd in het natuurpark Vasquez Rocks, ten noorden van Los Angeles, en op Dealey Plaza in Dallas, de plaats waar Kennedy vermoord werd. Er werd zonder de toestemming of medewerking van de Texaanse overheden gefilmd in en rond het gebouw van waaruit Lee Harvey Oswald zou geschoten hebben.
Voor de woning van het personage Robert Foster werd een villa in Pasadena gebruikt. Diezelfde villa werd ook gebruikt als de woning van Bruce Wayne in de televisieserie Batman (1966–1968).
De opnamen vonden zoveel mogelijk in het geheim plaats, nadat onder meer Lancaster en producer Lewis onder druk waren gezet om de film niet te maken. Volgens een productiemedewerker dreigde de CIA de opnamen te saboteren.

### Distributie en ontvangst
De film werd uitgebracht in november 1973, exact tien jaar na de moord op Kennedy. De Amerikaanse tv-zender NBC weigerde reclamespots over de film uit te zenden omwille van het controversiële onderwerp. National General Pictures, dat de film distribueerde, eiste nadien een schadevergoeding van 1,5 miljoen dollar wegens contractbreuk.
Twee van de drie filmrecensenten van de New Yorkse dagbladen gaven Executive Action een positieve beoordeling. De conservatieve columnist William F. Buckley was niet lovend en verweet de filmmakers dat ze geprobeerd hadden om de geschiedenis te herschrijven en Oswald onschuldig te maken. Filmcriticus Roger Ebert gaf Executive Action een score van 2 op 4.
De film wordt als controversieel beschouwd omwille van het onderwerp en het feit dat de makers echte beelden van de moordaanslag gebruikten om hun verhaal te vertellen. Daarnaast bevat de film ook geen held en wordt alles op een documentaire-achtige manier verteld vanuit het standpunt van de fictieve samenzweerders.
Executive Action verdween snel uit de aandacht en werd in sommige bioscopen al na een week of twee uit de programmatie geschrapt. In de jaren 1990 werd de film door de release van de samenzweringsthriller JFK (1992) terug in de aandacht gebracht.